# Опсерваторија Лоуел
Опсерваторија Лоуел (енг. Lowell Observatory) је астрономска опсерваторија у Аризони, САД. Основана је 1894. године од стране астронома Персивала Лоуела, и спада у најстарије опсерваторије у Сједињеним Америчким државама. 2011. године добила је статус једне од 100 најважнијих грађевина света. 
Оригинално, у опсерваторији се користио телескоп рефрактор пречника сочива 61 центиметар (24 инча) назван Алван Кларков телескоп (енг. Alvan Clark Telescope). Овај телескоп користи се и данас у оразовне сврхе. Опсерваторију посети преко 85 000 посетилаца годишње.
Опсерваторија располаже са више телескопа на три локације, близу главне зграде опсерваторије. У главној згради налази се Алван Кларков телескоп рефрактор, иако се данас не користи за нова истраживања већ за едукацију. Телескоп је постављен 1896. године и коштао преко 20 000 америчких долара. У главној згради опсерваторије такође се налази телескоп рефрактор пречника сочива 33 центиметара (13 инча) којим је 1930. године са Лоуел опсерваторије откривена нова планета-Плутон. Открио га је астроном Клајд Томбо, на месту где је очекивао да пронађе претпостављену планету Х за коју се сматрало да постоји, и утиче на орбите осталих планета (Нептуна и Урана).
20 километара од главне зграде, налази се још једна мања опсерваторија која припада Лоуел комплексу. Ту се налазе још два телескопа: Шмит-Касегренов телескоп од 180 центиметара назван Перкинсонов телескоп (у оригиналу Perkins Telescope) и Џон Халов телескоп (ohn S. Hall Telescope) од 110 центиметара. Оба телескопа су роботизована и део су много већег оптичког телескопа-интерферометра.
На трећој локацији налази се телескоп рефлектор пречника огледала 4.28 метара назван Дискавери (Discovery Channel Telescope). Овоје пети по величини рефлектор у Америци.

## Списак телескопа
| Име телескопа                                                      | Пречник огледала/сочива |
| ------------------------------------------------------------------ | ----------------------- |
| Дискавери (Discovery Channel Telescope)                            | 4.28 м                  |
| Перкинсонов телескоп(Perkins Telescope)                            | 1.8 м                   |
| Џон Халов телескоп (John S. Hall Telescope)                        | 1.1 м                   |
| Телескоп рефлектор                                                 | 0.79 м                  |
| Катадиоптички телескоп                                             | 0.64 м                  |
| Алван Кларков рефрактор (Alvan Clark Telescope)                    | 0.61 м                  |
| Телескоп рефлектор                                                 | 0.53 м                  |
| Телескоп Астрограф                                                 | 0.46 м                  |
| Џон Викерс МекАлистер телескоп (John Vickers McAllister Telescope) | 0.41 м                  |
| Абот Лоуелов астрограф (Abbot L. Lowell Astrograph)                | 0.33 м                  |

## Тренутна истраживања
Опсерваторија Лоуел бави се потрагом за астероидима чија орбита пресеца Земљину и од којих постоји опасност. Такође се бави истраљживањем Кујперовог појаса и тела даље од Нептуна, детекцијом екстрасоларних планета, Сунцем, његовом стабилношћу и луминозношћу, формацији звезда и другим процесима у удаљеним галаксијама.

## Најважнија открића
- Плутон (1930)
- рецесионе брзине галаксија (1912-1914)
- Уранови прстенови (1977)
- Истраживање активности Халејеве комете (1985-1986)
- Атмосфера Плутона
- детекција кисеоника на Јупитеровом сателиту Ганимед
- детекција угљен-диоксида на Урановим сателитима
- тројанци Нептуна